# 24 de setembre
El 24 de setembre és el dos-cents seixanta-setè dia de l'any del calendari gregorià i el dos-cents seixanta-vuitè en els anys de traspàs. Queden 98 dies per finalitzar l'any.

## Esdeveniments
Països Catalans
- 1752 - Barcelona: Es posa en funcionament l'enllumenat públic amb llum d'oli.[1]
- 1870 - Jacint Verdaguer és ordenat prevere.
- 1882 - Barcelona: S'hi inaugura el Mercat de Sant Antoni, durant els actes de la festa major.[2]
- 1893 - 
  - Barcelona: l'anarquista Paulí Pallàs i Latorre va fer l'atemptat contra el general Martínez Campos en el que aquest va sortir lleument ferit, però hi va haver un mort i 15 ferits greus. Ell va argüir que ho va fer en venjança de l'execució de quatre anarquistes a Jerez de la Frontera l'any anterior.
  - Barcelona: És inaugurat el Velòdrom de la Bonanova, aleshores el millor d’Europa.[3]
- 1957 - Barcelona: s'hi inaugura el Camp Nou, el nou estadi del FC Barcelona, que substitueix el Camp de les Corts.[4]
- 1995 - Plaça Sant Jaume, Barcelona: Els Minyons de Terrassa carreguen el primer cinc de nou amb folre del segle xx, 112 anys després que es fes per darrera vegada.
- 1995 - Plaça Sant Jaume, Barcelona: Els Castellers de Barcelona descarreguen per primer cop en la seva història el 2 de 8 amb folre.
- 1999 - Plaça Sant Jaume, Barcelona: Els Castellers de Barcelona descarreguen per primer cop en la seva història el 4 de 9 amb folre.

Resta del món
- 1706 - Altranstädt (Saxònia, Alemanya): Carles XII de Suècia i Frederic August I de Saxònia van signar el Tractat d'Altransdtädt de 1706 durant la Gran Guerra del Nord en el que Frederic August va haver de renunciar a les seves reclamacions a la Corona polaco-lituana i a la seva aliança amb Rússia.
- 1810 - San Fernando: Les Corts de Cadis és com es coneix l'Assemblea constituent inaugurada a San Fernando el 24 de setembre de 1810 i posteriorment traslladada a Cadis (Andalusia) fins a 1814 durant la Guerra del Francès.

- 1850 - Ciutat del Vaticà: El Papa Pius IX restableix la jerarquia catòlica a Anglaterra amb la butlla Universalis Ecclesiae.[5]
- 1864 - Madrid: Congreso Médico Español, primer congrés científic convocat a Espanya.
- 1973 - Guinea Bissau declara la independència de Portugal, que es reconeixerà el 10 de setembre de 1974.

## Naixements
Països Catalans
- 1866 - Gualba, Vallès Oriental: Dolors Lleonart i Casanovas, una de les primeres metgesses catalanes (m. 1936).[6]
- 1868 - Alacant: Tomàs López Torregrosa, compositor valencià de sarsuela (m. 1913).
- 1900 - Igualada: Francesca Madriguera i Rodon –Paquita Madriguera–, pianista i compositora (m. 1965).[7]
- 1934 - Barcelona: Núria Torray, actriu catalana que destacà especialment en l'escena teatral (m. 2004).[8]
- 1948 - Barcelona: Jaume Sisa, cantautor.
- 1970: 
  - València: Juli Capilla i Fuentes, corrector lingüístic i d'estil, traductor, periodista i escriptor.
  - La Riba, Alt Camp: Patrícia Gomà i Pons, advocada i política catalana.[9]
- 1974 - Barcelona: David Fernàndez i Ramos, periodista i activista social català.
- 1995 - Barcelona: David Jofresa Sarret, jugador de bàsquet català.

Resta del món
- 1534, Lahore, Pakistan: Guru Ram Das Ji, quart guru dels 10 gurus del sikhisme.
- 1550, Fuzhou, Jiangxi (Xina): Tang Xianzu, escriptor i dramaturg xinès (m. 1616).[10]
- 1625, Dordrecht (Països Baixos): Johan de Witt polític neerlandès(m. 1672).[11]
- 1717, Londres: Horatio Walpole, 4t Earl d'Orford, polític, historiador, literat i antiquari anglès (m. 1797).
- 1739 - Txijovo, prop de Smolensk,(Rússia): Grigori Aleksàndrovitx Potiomkin, príncep de Tàurida (rus: Григо́рий Алекса́ндрович Потёмкин) estadista, militar i polític rus,(m. 1791).[12]
- 1755 - Virginia (EUA): John Marshall (1755 - 1835) va ser el quart Cap Suprem de Justícia del Tribunal dels Estats Units (1801–1835).(m. 1835).[13]
- 1770, Ljouwert, Frísia, Països Baixos: Johannes Jelgerhuis, pintor i actor neerlandès.
- 1811, Verona: Francesco Miniscalchi-Erizzo, polític italià.
- 1817, Navia, Astúries: Ramón de Campoamor, poeta romàntic asturià.
- 1867, Vega Baja (Puerto Rico), Puerto Rico: Rafael Balseiro Dávila, pianista i compositor porto-riqueny.
- 1884, Esmirna (Turquia): İsmet İnönü (pronunciació AFI isˈmet ˈinøny), anomenat Milli Şef (el Cap nacional) entre 1938-1950, fou un militar i polític turc (m. 1973).[14]
- 1895, París (França): André Frédéric Cournand, metge estatunidenc d'origen francès, Premi Nobel de Medicina o Fisiologia de l'any 1956 (m. 1988).
- 1896, Saint Paul, Minnesota: Francis Scott Fitzgerald, novel·lista nord-americà (m. 1940).
- 1898, Adelaida, Austràlia: Howard Walter Florey, farmacòleg i patòleg australià, Premi Nobel de Medicina o Fisiologia de 1945 (m. 1968).
- 1905, Ḷḷuarca, Espanya: Severo Ochoa, metge i bioquímic de nacionalitat espanyola –i a partir del 1956 també nord-americana–, guardonat amb el Premi Nobel de Medicina o Fisiologia l'any 1959 pels seus estudis sobre la replicació de l'ADN.
- 1910, Tianjin, (Xina) Cao Yu (xinès tradicional: 曹禺, xinès simplificat: 曹禺), escriptor xinès (m. 1996).[15]
- 1911, Bolxaia Tes, Krasnoiarsk, Rússia: Konstantín Ustínovitx Txernenko, polític soviètic, màxim dirigent de l'URSS entre 1984 i 1985.
- 1923, Key West, Florida (EUA): Theodore "Fats" Navarro, trompetista estatunidenc de jazz (m. 1950).[16]
- 1924, Poltava, Unió Soviètica: Nina Botxarova, gimnasta artística soviètica que destacà als Jocs Olímpics d'Estiu de 1952 (m. 2020).[17]
- 1936, Greenville, Mississipi,(EUA): Jim Henson,, creador de titelles per a espectacles en televisió i cinema, entre els quals destaquen Barri Sèsam, The Muppet Show i Fraggle Rock.(m. 1990).[18]
- 1941, Nova York, EUA: Linda McCartney, música, compositora, activista pels drets dels animals i fotògrafa americana, esposa de Paul McCartney (m. 1998).[19]
- 1945, Londres, Anglaterra: John Rutter, compositor anglès.
- 1946, Santiago de Xile: María Teresa Ruiz González, astrònoma xilena, i presidenta de l'Acadèmia Xilena de Ciències.[20]
- 1961, Melbourne, Austràlia: Fiona Corke, actriz Australiana.
- 1964, Tolosa, País Basc: Ainhoa Arteta Ibarrolaburu, soprano basca.
- 1985, Shreveport, EUA: Chi Chi DeVayne, drag-queen estatunidenca.

## Necrològiques
Països Catalans
- 1303 - Vallbona de les Monges: Geralda de Cardona, monja cistercenca que fou abadessa del monestir de Santa Maria de Vallbona.[21]
- 1804 - Jaume Pasqual, doctor en dret canònic i civil, abat i prior del monestir de Bellpuig de les Avellanes i historiador conegut sobretot pels seus «Monumenta Cathaloniae».
- 1971 - Barcelona: Mercè Rubiés Monjonell, mestra i escriptora catalana (n. 1884).[22]
- 2003: 
  - Barcelona: Jordi Petit i Fontserè, economista català.
  - Barcelona: Rosita Segovia, ballarina catalana de dansa clàssica i espanyola, coreògrafa i professora de dansa espanyola (n.1922).[23]
- 2008 - Montcada i Reixac: Ramon Calduch, cantant català (n. 1928).

Resta del món
- 1541 - Salzburg, Àustria: Paracels, metge, alquimista i astròleg suís (n. 1493).
- 1572 - Cusco, actual Perú: Túpac Amaru I, últim emperador inca, decapitat pels espanyols (n. 1545).[24]
- 1813 - Montmorency (municipi de la Val-d'Oise), França: André Ernest Modeste Grétry, compositor d'òperes i operetes.
- 1870 - París (França): Comte de Lautréamont, pseudònim d'Isidore Lucien Ducasse, poeta en francès nascut a l'Uruguai (n. 1846).
- 1877 -Kagoshima (Japó): Saigō Takamori (西郷隆盛?) samurai i polític japonès,(n. 1828).[25]
- 1904 - Copenhaguen, Dinamarca: Niels Ryberg Finsen, metge danès, Premi Nobel de Medicina o Fisiologia de 1903 (n. 1860).
- 1920 - Lausana (Suïssa): Peter Carl Fabergé, de nom complet Péter Karl Gústavovitx Fabergé (rus: Пе́тер Карл Гу́ставович Фаберже́) joier rus (n. 1846).[26]
- 1945 - 
  - Potsdam, Alemanya: Hans Geiger, físic alemany.
  - Nova York: Encarnación López Julves, La Argentinita, ballarina, bailaora i cantant (m. 1945).[27]
- 1960 - Sway, Hampshire, Anglaterra: Lottie Dod, esportista anglesa (n. 1871).
- 1986 - Toronto, Canadà: Leone N. Farrell, microbiòloga i bioquímica, descobridora d'un mètode per a la producció a gran escala de la vacuna Salk de la poliomielitis (n. 1904).
- 1992 - Kissimmee, Florida: Brownie Wise, llegendària venedora i empresària, responsable de l'èxit de Tupperware (n. 1913).[28]
- 2004 - hospital d'Honfleur, Calvados: Françoise Sagan, escriptora francesa de novel·la i teatre (n. 1935).[29]
- 2017 - Issou: Gisèle Casadesus, actriu francesa, sòcia honorària de la Comédie Française (n. 1914).[30]

## Festes i commemoracions
- Mare de Déu de la Mercè
- Festa Major de Barcelona.
- Santoral:
  - sant Isarn de Marsella, abat;
  - Gerard de Csanad o Gerard Sagredo, bisbe;
  - beat Dalmau Moner, dominic.